# Одного разу під Полтавою (сезон 12)
Дванадцятий сезон серіалу Одного разу під Полтавою, українського сіткому, який створено студією «Квартал-95» для телеканалу ТЕТ. Прем'ера відбулася 15 лютого 2021. Студія «Drive Production» також займається продюсуванням Одного разу під Полтавою. Сезон вміщає 20 епізодів і виходив по 5 березня 2021.

## Актори і персонажі
| - Ірина Сопонару в ролі Яринки. - Юрій Ткач в ролі Юрчика. - Віктор Гевко в ролі Віті (кума Юрчика і Яринки). - Олександр Теренчук в ролі Сашка (дільничого). - Олександр Данильченко в ролі діда Петра. - Дмитро Голубєв в ролі Боріка. - Олександра Машлятіна в ролі Наталки (поліцейської). | Другорядні персонажі |

## Перелік серій
| Номер взагалі | Номер в сезоні | Назва                    | Режисер        | Сценарист(и)    | Дата показу    |
| --- | -------------- | ------------------------ | -------------- | --------------- | -------------- |
| 209 | 1              | «Відкриття ресторану»    | Андрій Бурлака | Дмитро Голубєв  | 15 лютого 2021 |
| Перший робочий день нового кафе Юрчика та Яринки міг би початись набагато краще, якщо б вони на пару з кумом не проспали відкриття, а продукти, що необхідні для приготування їжі були доставлені вчасно. Юрчик переймається, що відкриття закладу на гроші, взяті у кредит, то не дуже гарна ідея, адже якщо щось піде не так, можна і без даху над головою залишитись. |                |                          |                |                 |                |
| 210 | 2              | «Борщ»                   | Андрій Бурлака | Дмитро Голубєв  | 15 лютого 2021 |
| Одного дня Яринка подумала, що необхідно щось вигадати, аби відвідувачам у їхньому кафе було ніби медом намазано. Виявилося, що новий кухар Боря вміє готувати надсмачнющий борщ. Це могло б стати фішкою їхнього закладу, якби не нові гості, які завітали до кафе із серйозною заявою – найкращий полтавський борщ на трасі готується саме у закладі під назвою "The Борщ", власниками якого вони і є. |                |                          |                |                 |                |
| 211 | 3              | «Вакансія»               | Андрій Бурлака | Аліна Блажкевич | 16 лютого 2021 |
| Яринка вимушена поїхати до мами через те, що Ярчик захворів, тому Юрчик пропонує приглядати за кафе. Жінка до останнього турбується, що чоловік щось зробить не так. Робота в кафе виявляється не такою вже й легкою, тому Юрчик ледве справляється. Але спритний Юрчик знаходить вихід і пропонує куму попрацювати замість нього. |                |                          |                |                 |                |
| 212 | 4              | «Веганське меню»         | Андрій Бурлака | Віктор Гевко    | 16 лютого 2021 |
| Юрчик загубив меню, тому йому доводиться брати замовлення наосліп. До кафе приходять вегетаріанці і замовляють м’ясо з сейтану. Однак Юрчик не розгубився й запропонував шеф-кухару приготувати звичайне м’ясо. Витівка Юрчика пройшла настільки успішно, що кафе Яринки тепер користується популярністю серед молоді. Тим часом кума вперше штрафують за неправильне паркування. |                |                          |                |                 |                |
| 213 | 5              | «Запара»                 | Андрій Бурлака | Віктор Гевко    | 17 лютого 2021 |
| Одного дня кум вирішив запропонувати кухарю Борі спробувати сир із пліснявою. Усе б нічого, якби це був Дор Блю чи Горгонзолла, а не просто зіпсований сир. Тепер в кафе справжня запара: кухарю зле, готувати він не в змозі, а з ярмарки, яка відкрилась неподалік закладу, пішов потік клієнтів. Як кум та Юрчик впораються з такою проблемою? |                |                          |                |                 |                |
| 214 | 6              | «П'ять зірок»            | Андрій Бурлака | Євген Пилипенко | 17 лютого 2021 |
| Дід Петро, аби не платити за каву в кафе, вирішив розрахуватися з Юрчиком та Яринкою найвищою оцінкою їхнього закладу в спеціальному додатку – п'ятьма зірками. Коли Юрчик дізнався, що тепер їхній заклад є найкращим на трасі, він не тямив себе від щастя. Але одного дня хтось вліпив у додатку одиницю, що привело Юрчика у лють! Як Юрчик виправлятиме ситуацію та повертатиме закладу репутацію – дивіться.                                                                                             |                |                          |                |                 |                |
| 215 | 7              | «Весілля»                | Андрій Бурлака | Аліна Блажкевич | 18 лютого 2021 |
| Рішення взяти кошти у кредит, аби розпочати свій бізнес, досі здається Юрчику поганою ідеєю. Він вважає, що виплачувати кредит вони будуть навіть на тому світі. Тому, коли до них у заклад завітали молодята, Юрчик не втратив можливості стрясти з них по максимуму. Стати тамадою? Нема питань! А кум у фотографи згодиться... |                |                          |                |                 |                |
| 216 | 8              | «Залицяльник»            | Андрій Бурлака | Аліна Блажкевич | 18 лютого 2021 |
| Робочий день Яринки почався несподівано: гость, який завітав у кафе, почав дарувати дівчині знаки уваги та говорити такі компліменти, яких Яринка вже давно не чула від Юрчика. А коли Юрчик навіть і не помітив нового залицяльника Яринки, вона взагалі засмутилася. Але байдужість Юрчика не єдина проблема у закладі: на кухні зникла банка чорної ікри і тепер Боря може залишитися без своєї роботи, якщо він вчасно не знайде крадія.                                                                   |                |                          |                |                 |                |
| 217 | 9              | «Інтернет-закупки»       | Андрій Бурлака | Валентин Іванов | 19 лютого 2021 |
| Кум, як завжди, не дотримується списку і привозить непотрібні для кафе товари. Намагаючись знайти вихід з цієї ситуації, дід Петро пропонує відмовитися від роботи кума та розпочати робити онлайн-замовлення. Яринка, повна ентузіазму, вчиться замовляти все через інтернет. Вони з Юрчиком у захваті до моменту, поки з них не беруть штраф за невчасне отримання товару. |                |                          |                |                 |                |
| 218 | 10             | «Кухонний комбайн»       | Андрій Бурлака | Дмитро Голубєв  | 19 лютого 2021 |
| До кафе Юрчика доставляють кухонний комбайн, однак проблема в тому, що до нього немає інструкції українською, а англійську ніхто в селі не знає. Намагаючись знайти вихід з цієї ситауції, Юрчик звертається до діда Петра. Тим часом Яринка приміряє новий костюм, який їй приходить з Китаю. Яринці він не подобається, адже одяг виявляється занадто відвертим, у той час, як Юрчик навпаки задоволений придбанням дружини.                                                                                 |                |                          |                |                 |                |
| 219 | 11             | «Лови пляшку»            | Андрій Бурлака | Валентин Іванов | 22 лютого 2021 |
| В кафе "У Яринки" з'явився новий бармен Арсеній. Він справжній професіонал своєї справи: ніякі продажі комплексних обідів не зрівняються з доходами від його коктейлів. У зв'язку з цим Яринка понизила Юрчика до постачальника, а Наталці так сподобалося оновлене алкогольне меню, що Саша не впевнений, чи вдасться дівчині повернутися на зміну в стані, що не порушує закон. |                |                          |                |                 |                |
| 220 | 12             | «Закоханність кухара»    | Андрій Бурлака | Аліна Блажкевич | 23 лютого 2021 |
| Шеф-кухар раптово закохується. Для того, щоб завоювати серце коханої, він звертається до Юрчика за допомогою. Однак Юрчик дає такі брутальні поради, які навпаки відлякують кохану. Тому Боря звертається до Яринки, а та в свою чергу дає кардинально протилежні рекомендації, але й ті не працюють. |                |                          |                |                 |                |
| 221 | 13             | «Обручальна галушка»     | Андрій Бурлака | Віктор Гевко    | 24 лютого 2021 |
| Один з клієнтів кафе “У Яринки” вигадав оригінальний спосіб освідчитись коханій. Він попросив Юрчика підготувати особливу порцію галушок, а всередині однієї з них його дівчина мала б знайти обручку. Яринка не мала знати про спецоперацію, аби не поширювати зайвих чуток. Та не так сталося як гадалося: на кухні переплутали галушки. Тож тепер Юрчику й кумові доведеться добряче постаратися, аби ввечері обручка таки опинилася на пальці в потрібної дівчини.                                         |                |                          |                |                 |                |
| 222 | 14             | «Від заходу до світанку» | Андрій Бурлака | Валентин Іванов | 25 лютого 2021 |
| Одного дня кума осінила геніальна ідея: найняти в кафе на нічні зміни стриптизерку. Зазвичай їм у труси стільки грошей пхають, що Юрчик з Яринкою закрили б увесь кредит буквально за пару таких вечірок. Кум переконаний, що це безпрограшна ідея, особливо зважаючи на далекобійників, які тижнями не бачили своїх жінок. Однак що робити, якщо Яринка жодну стриптизерку навіть на поріг не пустить? |                |                          |                |                 |                |
| 223 | 15             | «Пограбування»           | Андрій Бурлака | Віктор Гевко    | 26 лютого 2021 |
| Юрчик знаходить договір на страхування кафе, в якому вказано, що у випадку пограбування, страхова виплатить компенсацію. Юрчик, схильний зі всього отримувати користь, пропонує куму зіграти роль грабіжника та потім розділити дохід. Намагаючись зіграти якомога правдоподібніше, Юрчик з кумом знаходять костюм та репетують сценку. Але чи вдасться шибеникам розвести Яринку? |                |                          |                |                 |                |
| 224 | 16             | «Розвод по-італійськи»   | Андрій Бурлака | Валентин Іванов | 1 березня 2021 |
| Один іноземний клієнт хоче замовити бенкет для італійських туристів в кафе "У Яринки". Ось тільки він з якоїсь причини не поспішає вносити передоплату. Кум упевнений, що Юрчика і Яринку намагаються розвести. А Яринка до останнього вірить в те, що ситуації бувають різні і до всього іншого це може бути найбільше замовлення за весь час існування кафе. То на чиєму ж боці правда і чим закінчиться ця історія – дивіться.                                                                              |                |                          |                |                 |                |
| 225 | 17             | «Ревізор»                | Андрій Бурлака | Аліна Блажкевич | 2 березня 2021 |
| Дільничний Сашко привіз у кафе “У Яринки” погані новини. Ревізори перевіряють всі придорожні заклади харчування, і кілька точок навіть вже закрили. Яринка та Юрчик з усіх сил намагаються привести і бухгалтерію, і кухню, і приміщення бодай до якогось ладу. Боря отримав завдання: змусити ревізора полюбити страви з меню як рідну маму. Та є одна проблема: кум замість семи кілограмів курячих грудок привіз 14 кілограмів курячих ніг, приготувати з яких щось путнє можна хіба для придорожніх собак. |                |                          |                |                 |                |
| 226 | 18             | «Тематика»               | Андрій Бурлака | Віктор Гевко    | 3 березня 2021 |
| Юрчик та Яринка задумались над тим, як заманити клієнтів у своє кафе, адже на них чомусь не діють ніякі знижки. Рішення є – зробити тематичний заклад. Та от яку тематику обрати? Можливо, ковбойський салун чи суші-бар. А як щодо ІТ-кафе, яке запропонував дід Петро, кафе з безлімітною кількістю їжі за 100 грн від кума чи кафе з харизматичним поваром від повара кафе? |                |                          |                |                 |                |
| 227 | 19             | «Травма»                 | Андрій Бурлака | Віктор Гевко    | 4 березня 2021 |
| Яринка застукала Юрчика за розпиттям горілки на роботі, що негативно відображається на бюджеті кафе. Тим часом Боря через власну необачливість обпалив собі руку, тому тепер кафе залишається без кухаря. Намагаючись якось вийти зі скрутного становища, Яринка просить кума попрацювати на кухні та виконувати всі доручення Борі. Що з цього вийшло – дивіться. |                |                          |                |                 |                |
| 228 | 20             | «Ресторан»               | Андрій Бурлака | Дмитро Голубєв  | 5 березня 2021 |
| Сьогодні до кафе прийшов представник банку, щоб розглянути можливість відтермінування виплат по кредиту. А оскільки динаміка прибутків та регулярність платежів залишає бажати кращого, він порадив Яринці взагалі закрити кафе. Виявляється, бізнес-план, який складав дід Петро, був передбачений саме для ресторану, а не для кафе. Звідси й усі проблеми, адже на галушках багато не заробиш. Чи зможуть Яринка з Юрчиком знайти вихід з цієї ситуації?                                                    |                |                          |                |                 |                |